# Chiesa di San Pietro (Varese Ligure, Buto)
La chiesa di San Pietro è un luogo di culto cattolico situato nella frazione di Buto nel comune di Varese Ligure, in provincia della Spezia. L'edificio è sede della parrocchia omonima del vicariato dell'Alta Val di Vara della diocesi della Spezia-Sarzana-Brugnato.

## Storia e descrizione
Parrocchia dal 1657, in precedenza accorpata alla comunità di San Vincenzo martire in Costola, istituita dal vescovo Giovanni Battista Paggi della diocesi di Brugnato, l'attuale edificio religioso fu edificato nel XIX secolo sui resti di un preesistente tempio.
Frammenti di bassorilievi cristiani, databili tra il VII o VIII secolo, sono incastonati nel campanile della chiesa.